# U30 (オーストリア＝ハンガリー帝国潜水艦)
U30はオーストリア＝ハンガリー帝国海軍の潜水艦。U27級(en)。
1915年10月12日、ガンツ・ダヌビウスへ発注。1916年3月9日に起工され、12月27日に進水。
2月26日、マタパン岬沖およびターラント湾での哨戒に出撃。しかし敵とは遭遇せず、また嵐で被害が生じた。司令塔の胸壁は被害を受け、無線のアンテナは失われ、ジャイロコンパスは壊れて、「U30」は修理のため3月16日にカッタロに帰投した。
修理完了後、「U30」は3月31日に出撃したが、以後消息不明となった。Paul Halpernはおそらくオトラント堰で触雷沈没、としている。